# Walgash II
Walgash II fou un rei àrab de Hatra, fill d'un tal Walgash, que podria ser Walgash I. El seu nom apareix en una inscripció trobada a la ciutat d'Hatra, en una columna que commemorava l'erecció d'una estàtua seva.